# Jovellanos (Cuba)
Pour les articles homonymes, voir Jovellanos.
 Jovellanos est une ville et une municipalité de Cuba dans la province de Matanzas.

## Géographie

### Situation
Jovellanos se trouve dans la partie occidentale de l'île de Cuba, au centre de la province de Matanzas, 
à 184 km sud-est de La Havane 
et 49 km sud-est de sa capitale de province Matanzas.
La ville est sur la carretera central reliant Matanzas (49 km au nord-ouest) à Santa Clara (150 km est-sud-est). Cárdenas est à 30 km au nord par la route n° 141 et Varadero à 60 km au nord.

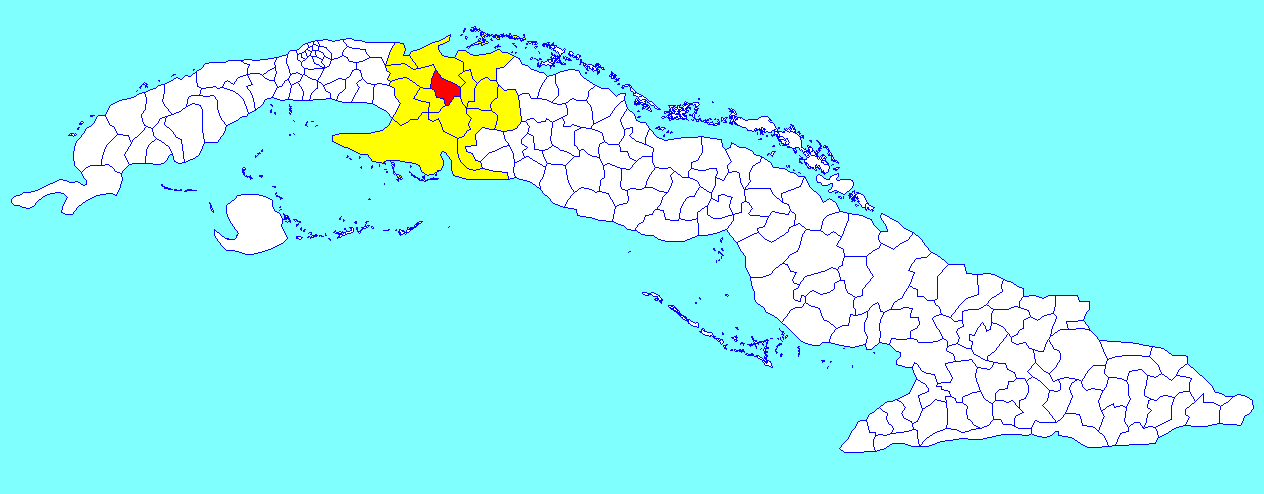
Municipalité de Jovellanos dans la province de Matanzas

### Municipalités voisines
Le canal del Roque marque la limite à l'est avec Perico

## Divisions administratives
Jovellanos a 12 consejos populares :
- Luisa
- Horacio Rodríguez
- San Carlos
- Flor Crombet
- Julio Reyes
- La Carlota
- La Isabel
- Carlos Rojas
- Granma - Yaguajay
- Coliseo
- San Miguel de los Baños
- Jaime López

### Description
La municipalité est dans la plaine de La Havane - Matanzas, dans une zone karstique avec des élévations de roches calcaires de quelque 50 m. À l'ouest se trouvent les hauteurs de Bejucal-Madruga-Coliseo (Alturas de Bejucal-Madruga-Coliseo).
Il y a deux stations de chemin de fer : une dans la partie sud de la ville pour les trains qui rejoignent la ligne passant à Pedro Betancourt ; et une dans l'est de la ville pour le ferrocarril Central (direction est-ouest).

Rue principale
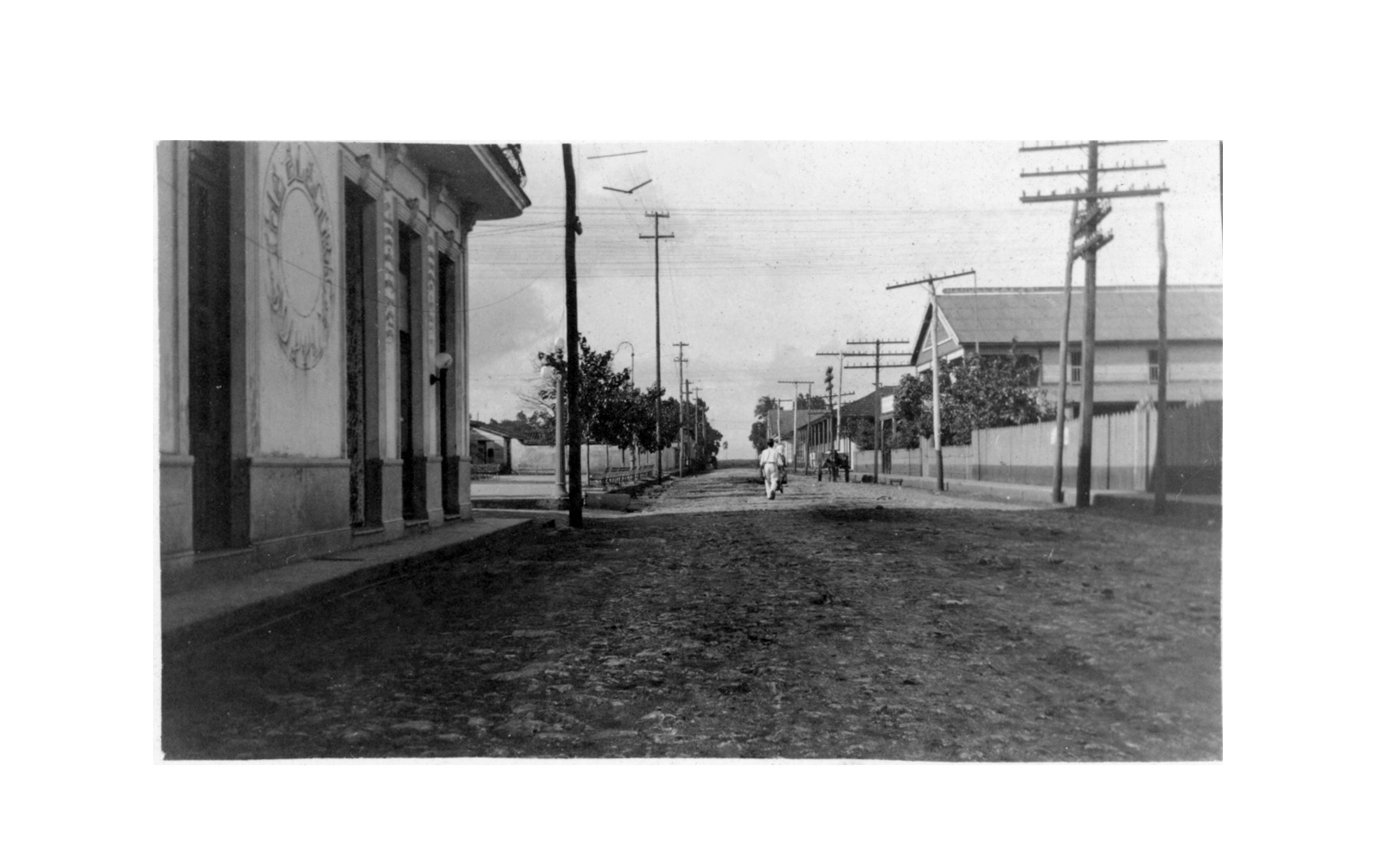
En 1915
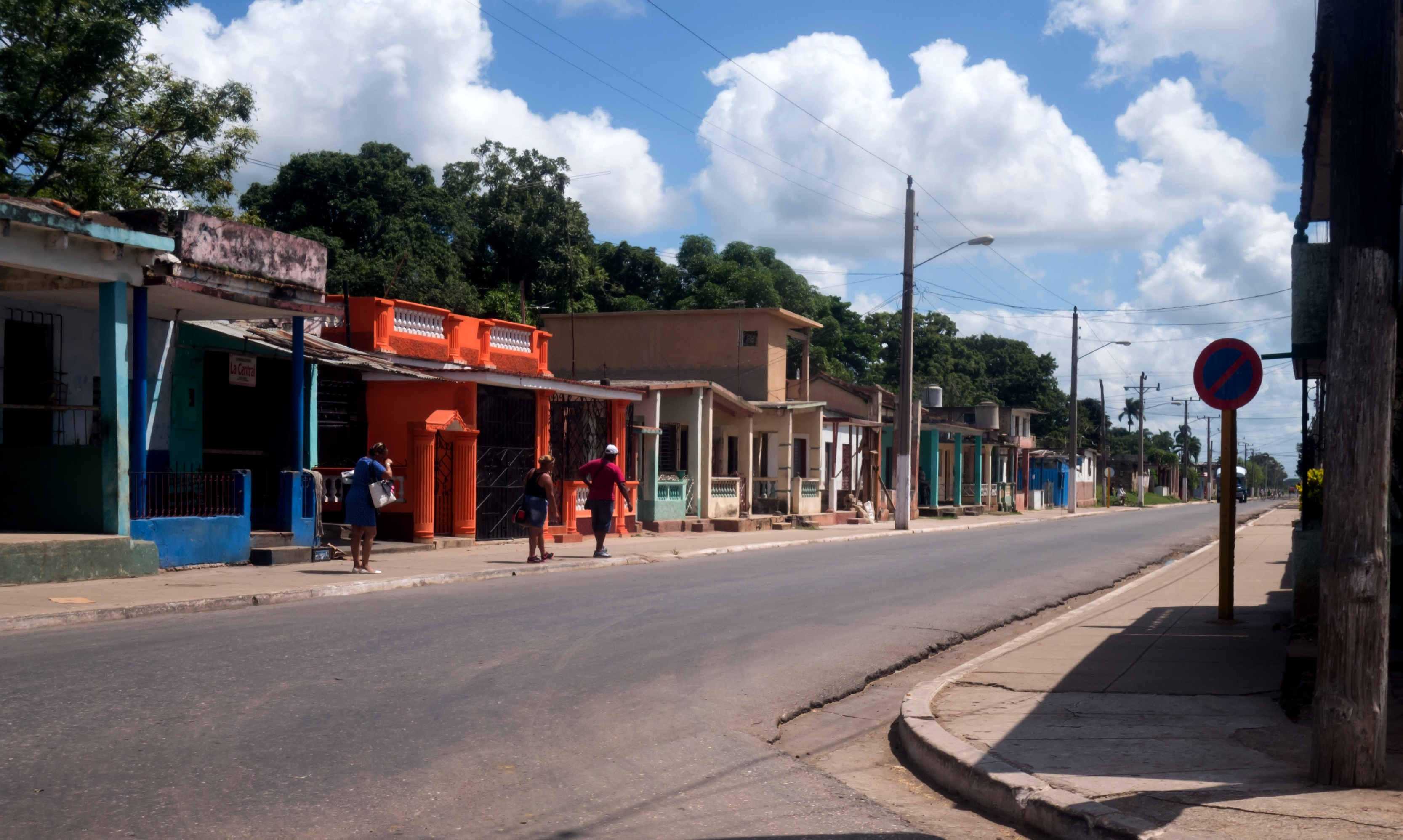
En 2019

## Population
En 2022, la population était estimée à 57 216 habitants ; pour une surface de 503,8 km2, la densité de population est de 13,6 habitants/km².

## Histoire

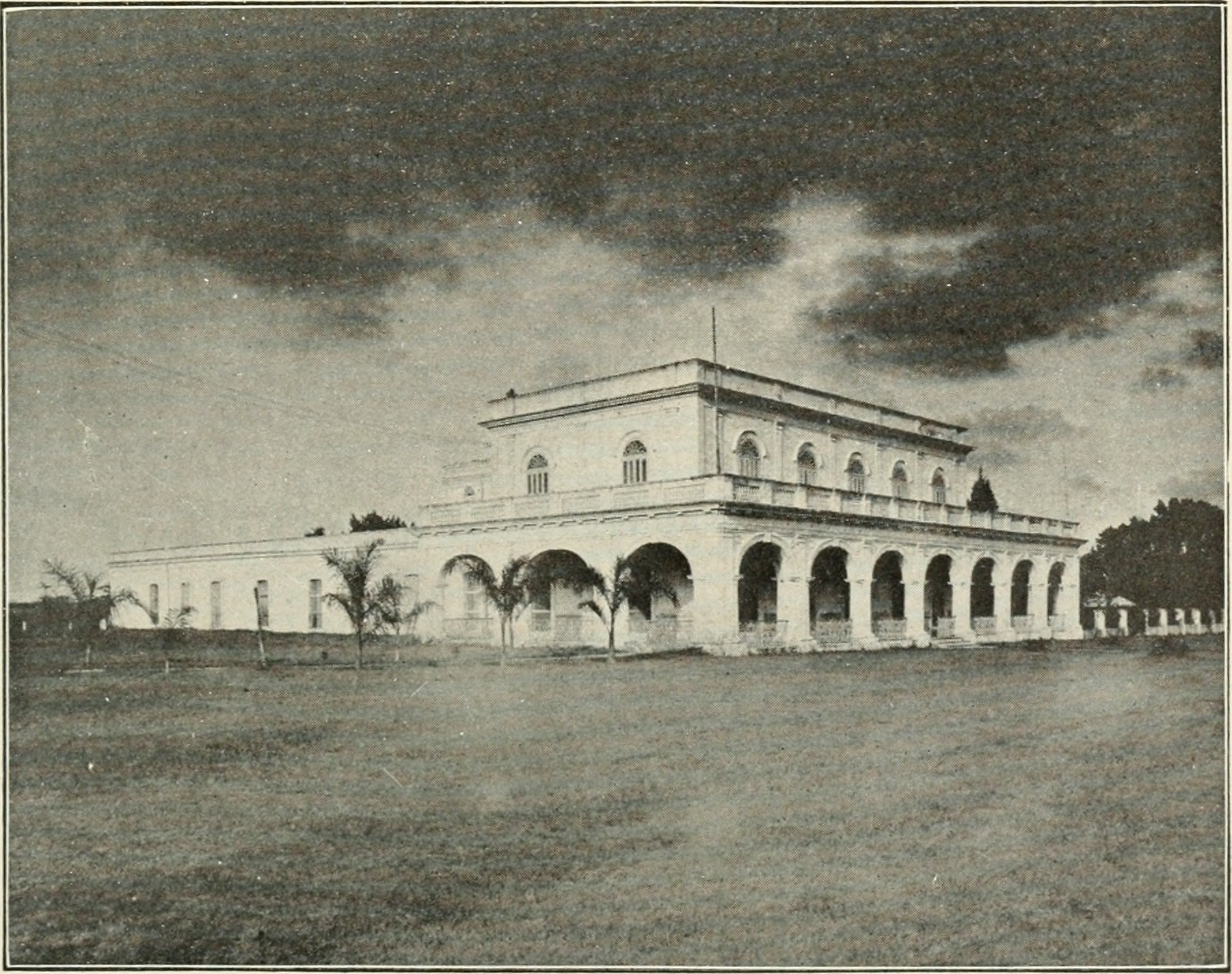
Résidence de l'administrateur de Nueva Luisa Central, à Jovellanos (1912)

Nueva Luisa, un village sur la municipalité, était dans la deuxième moitié du XIXe siècle un gros producteur de canne à sucre. Il apparaît dans les actes écrits avec des achats et ventes de terres entre 1810 et 1817. Vers 1850, le domaine possédait 60 esclaves (ayant vu un important soulèvement d'esclaves à l'usine Alcancia les 27 et 28 mars 1843) et 50 caballerias (es) (soit environ 670 ha). Entre 1856 et 1858 sont installés des appareils de Derosne, de technologie avancée. En 1859, la production était de 7 745 caisses de sucre blanc, cassé et en cône, et 434 barriques de sucre brun. À cette date, elle appartenait à José Baró. Vers 1870, elle se situait parmi les usines les plus performantes avec une production de 34,56 t par caballeria (13 ha) et 2,9 t par hectare. Selon le registre foncier de la municipalité de Jovellanos, le nom de Nueva Luisa a été attribué dans les premières années du XXe siècle.
L'arrivée du chemin de fer (à voies étroites) à Cuba a rapidement bénéficié à la région : il permettait d'acheminer le sucre à Cárdenas et Matanzas.

## Personnalités nées à Jovellanos
- Manuel Navarro Luna, poète et journaliste né en 1894
- Esteban Lazo, économiste et homme politique né en 1944
- Roberto Balado, boxeur, né en 1969
- Sahily Diago, athlète née en 1995